# Deauxma
Deauxma (née le 25 janvier 1960  à Wurtzbourg, en Allemagne) est une actrice américaine de films pornographiques.

## Biographie
Née en Allemagne, elle a grandi dans l'Ohio. Deauxma a une sœur jumelle. Elle est mariée depuis plus de 30 ans et a trois enfants. Ils ont vécu dans de nombreux endroits exotiques[Lesquels ?] du monde entier, car son mari était dans l'armée.
Elle a commencé en 2001 par des photos amateurs sur le site www.southern-charms.com avant de commencer une carrière professionnelle en 2004.

## Filmographie sélective
Le nom du film est suivi du nom de ses partenaires lors des scènes pornographiques.
- 2004 : Big Boob Fantastic 40's 2
- 2005 : Women Seeking Women 15 avec Tru
- 2005 : Road Queen 1 avec Brianna Love, Chelsea Zinn et Lilliana Monroe
- 2005 : Women Seeking Women 16 avec Autumn Moon
- 2006 : Women Seeking Women 26 avec Zander Lin
- 2006 : Women Seeking Women 29 avec Irina Sky
- 2006 : Road Queen 2 avec Courtney Simpson
- 2006 : Road Queen 3 avec Courtney Simpson et Angela Stone
- 2006 : Lesbian Seductions: Older/Younger 6 avec Brandee
- 2006 : Lesbian Seductions: Older/Younger 7 avec Sunny Lane
- 2007 : Road Queen 4 avec Porsche Lynn, Silky Thumper et Lone Star
- 2007 : Lesbian Seductions: Older/Younger 10 avec Kylie Richards
- 2007 : Lesbian Seductions: Older/Younger 11 avec Samantha Ryan (scène 1) et Brianna Love (scène 4)
- 2007 : Lesbian Seductions: Older/Younger 14 avec Lena Nicole
- 2007 : Lesbian Seductions: Older/Younger 17 avec Angela Stone
- 2007 : Women Seeking Women 34 avec Kayla Synz
- 2007 : No Man's Land: MILF Edition 1 avec Kristal Summers (scène 1) ; Jessica Lynn et Riley Chase (scène 4)
- 2008 : Road Queen 5 avec Annabelle Lee et Silky Thumper
- 2008 : Road Queen 6 avec Zander Lin
- 2008 : Road Queen 7 avec Autumn Moon
- 2008 : Road Queen 8 avec Magdalene St. Michaels
- 2009 : Women Seeking Women 52 avec Cala Craves
- 2009 : Women Seeking Women 53 avec Elexis Monroe
- 2009 : Road Queen 10 avec April O'Neil
- 2009 : Road Queen 11 avec India Summer
- 2009 : Road Queen 12 avec Evie Delatosso
- 2010 : Road Queen 13 avec Allie Haze
- 2010 : Road Queen 14 avec Dana DeArmond
- 2010 : Road Queen 15 avec Samantha Ryan
- 2010 : Road Queen 16 avec Tanya Tate et Dia Zerva
- 2010 : Road Queen 17 avec Ariella Ferrera
- 2010 : Road Queen 18 avec Chastity Lynn
- 2011 : Road Queen 19 avec Keira Kelly et Veronica Avluv
- 2011 : Road Queen 20 avec Syd Blakovich
- 2012 : Road Queen 21 avec Kara Price
- 2012 : Road Queen 22 avec Syren De Mer
- 2012 : Road Queen 23 avec India Summer et Brandi Love
- 2012 : Road Queen 24 avec Aryana Augustine et Angie Noir
- 2012 : Lesbian Seductions: Older/Younger 39 avec Kimber Peters
- 2013 : Road Queen 25 avec Vanilla DeVille
- 2013 : Road Queen 26 avec Aaliyah Love
- 2013 : Road Queen 27 avec Randy Moore
- 2014 : Road Queen 28 avec Mellanie Monroe
- 2014 : Road Queen 29 avec Cherie DeVille
- 2014 : Road Queen 30 avec Dana DeArmond
- 2014 : Road Queen 31 avec Jenna J Ross
- 2014 : Women Seeking Women 112 avec Savannah Steele
- 2015 : Road Queen 32 avec Jelena Jensen
- 2015 : Road Queen 33 avec Cherie DeVille
- 2015 : Road Queen 34 avec Jenna Sativa
- 2016 : Road Queen 35 avec Syren De Mer
- 2016 : Women Seeking Women 131 avec Brianna Love

### Distinctions
Récompenses
Nominations
- 2011 : AVN Award : MILF/Cougar Performer of the Year
- 2013 : AVN Award : MILF/Cougar Performer of the Year
- 2013 : XBIZ Award : Best Actress - All-Girl Release - Road Queen 22

## Referencias
1. ↑  (en) Deauxma  sur l'Internet Adult Film Database